# Hagi
Hagi (jap. 萩市 Hagi-shi) – miasto w Japonii, w prefekturze Yamaguchi, w zachodniej części wyspy Honsiu, w pobliżu miasta Nagato. Port nad Morzem Japońskim.

## Położenie
Miasto leży w północnej części prefektury, graniczy z miastami:
- Nagato
- Yamaguchi
- Masuda

## Miasta partnerskie
- Ulsan